# Trust and Care Sports Club
O Trust and Care Sports Club, ou simplesmente TC Sports, é um clube de futebol profissional com sede em Malé, Maldivas, que compete na primeira divisão do Campeonato Maldivo de Futebol. Eles se classificaram para a Dhivehi League pela primeira vez, depois de coroar o Torneio de Futebol da Segunda Divisão de 2014 e garantir seu lugar em segundo lugar, no Play-off da Dhivehi League de 2015.